# Germania ai Giochi della XXXI Olimpiade
La Germania ha partecipato ai Giochi della XXXI Olimpiade, che si sono svolti a Rio de Janeiro, Brasile, dal 5 al 21 agosto 2016.

## Medaglie

### Medagliere per disciplina
| Sport            | Oro | Argento | Bronzo | Totale |
| ---------------- | --- | ------- | ------ | ------ |
| Canoa/kayak      | 4   | 2       | 1      | 7      |
| Tiro             | 3   | 1       | 0      | 4      |
| Equitazione      | 2   | 2       | 2      | 6      |
| Canottaggio      | 2   | 1       | 0      | 3      |
| Atletica leggera | 2   | 0       | 1      | 3      |
| Calcio           | 1   | 1       | 0      | 2      |
| Ciclismo         | 1   | 0       | 1      | 2      |
| Ginnastica       | 1   | 0       | 1      | 2      |
| Beach volley     | 1   | 0       | 0      | 1      |
| Tennistavolo     | 0   | 1       | 1      | 2      |
| Tiro con l'arco  | 0   | 1       | 0      | 1      |
| Tennis           | 0   | 1       | 0      | 1      |
| Hockey su prato  | 0   | 0       | 2      | 2      |
| Pugilato         | 0   | 0       | 1      | 1      |
| Tuffi            | 0   | 0       | 1      | 1      |
| Pallamano        | 0   | 0       | 1      | 1      |
| Lotta            | 0   | 0       | 1      | 1      |
| Judo             | 0   | 0       | 1      | 1      |
| Vela             | 0   | 0       | 1      | 1      |
| Totale           | 17  | 10      | 15     | 42     |

### Medaglie d'oro
| Medaglia | Nome | Sport            | Evento                                  |
| -------- | --- | ---------------- | --------------------------------------- |
| Oro      | Michael Jung | Equitazione      | Concorso completo individuale           |
| Oro      | Philipp Wende Lauritz Schoof Karl Schulze Hans Gruhne | Canottaggio      | 4 di coppia maschile                    |
| Oro      | Annekatrin Thiele Carina Bär Julia Lier Lisa Schmidla | Canottaggio      | 4 di coppia femminile                   |
| Oro      | Barbara Engleder | Tiro             | Carabina 50 metri 3 posizioni femminile |
| Oro      | Henri Junghänel | Tiro             | Carabina 50 metri a terra maschile      |
| Oro      | Kristina Bröring-Sprehe Sönke Rothenberger Dorothee Schneider Isabell Werth | Equitazione      | Dressage a squadre                      |
| Oro      | Christoph Harting | Atletica leggera | Lancio del disco maschile               |
| Oro      | Christian Reitz | Tiro             | Pistola 25 metri automatica maschile    |
| Oro      | Sebastian Brendel | Canoa/kayak      | C1 1000 metri maschile                  |
| Oro      | Fabian Hambüchen | Ginnastica       | Sbarra                                  |
| Oro      | Kristina Vogel | Ciclismo         | Velocità femminile                      |
| Oro      | Laura Ludwig Kira Walkenhorst | Beach volley     | Torneo femminile                        |
| Oro      | Max Rendschmidt Marcus Groß | Canoa/kayak      | K2 1000 metri maschile                  |
| Oro      | Almuth Schult Josephine Henning Saskia Bartusiak Leonie Maier Annike Krahn Simone Laudehr Melanie Behringer Lena Goeßling Alexandra Popp Dzsenifer Marozsán Anja Mittag Tabea Kemme Sara Däbritz Babett Peter Mandy Islacker Melanie Leupolz Isabel Kerschowski Laura Benkarth Svenja Huth | Calcio           | Torneo femminile                        |
| Oro      | Sebastian Brendel Jan Vandrey | Canoa/kayak      | C2 1000 metri maschile                  |
| Oro      | Max Rendschmidt Tom Liebscher Max Hoff Marcus Groß | Canoa/kayak      | K4 1000 metri maschile                  |
| Oro      | Thomas Röhler | Atletica leggera | Lancio del giavellotto maschile         |

### Medaglie d'argento
| Medaglia | Nome | Sport           | Evento                      |
| -------- | --- | --------------- | --------------------------- |
| Argento  | Sandra Auffarth Michael Jung Ingrid Klimke Julia Krajewski | Equitazione     | Concorso completo a squadre |
| Argento  | Monika Karsch | Tiro            | Pistola 25 metri femminile  |
| Argento  | Lisa Unruh | Tiro con l'arco | Individuale femminile       |
| Argento  | Felix Drahotta Malte Jakschik Eric Johannesen Andreas Kuffner Maximilian Munski Hannes Ocik Maximilian Reinelt Richard Schmidt Martin Sauer | Canottaggio     | Otto maschile               |
| Argento  | Angelique Kerber | Tennis          | Singolare femminile         |
| Argento  | Isabell Werth | Equitazione     | Dressage individuale        |
| Argento  | Franziska Weber Tina Dietze | Canoa/kayak     | K2 500 metri femminile      |
| Argento  | Han Ying Petrissa Solja Shan Xiaona | Tennistavolo    | Squadre femminile           |
| Argento  | Sabrina Hering Franziska Weber Steffi Kriegerstein Tina Dietze | Canoa/kayak     | K4 500 metri femminile      |
| Argento  | Timo Horn Jeremy Toljan Lukas Klostermann Matthias Ginter Niklas Süle Sven Bender Max Meyer Lars Bender Davie Selke Leon Goretzka Julian Brandt Jannik Huth Philipp Max Robert Bauer Max Christiansen Grischa Prömel Serge Gnabry Nils Petersen | Calcio          | Torneo maschile             |

### Medaglie di bronzo
| Medaglia | Nome | Sport            | Evento                       |
| -------- | --- | ---------------- | ---------------------------- |
| Bronzo   | Laura Vargas Koch | Judo             | 70 kg femminile              |
| Bronzo   | Kristina Vogel Miriam Welte | Ciclismo         | Velocità a squadre femminile |
| Bronzo   | Daniel Jasinski | Atletica leggera | Lancio del disco maschile    |
| Bronzo   | Sophie Scheder | Ginnastica       | Parallele asimmetriche       |
| Bronzo   | Kristina Bröring-Sprehe | Equitazione      | Dressage individuale         |
| Bronzo   | Denis Kudla | Lotta            | Greco-romana - 85 kg         |
| Bronzo   | Patrick Hausding | Tuffi            | Trampolino 3 metri maschile  |
| Bronzo   | Christian Ahlmann Meredith Michaels-Beerbaum Daniel Deusser Ludger Beerbaum | Equitazione      | Salto ostacoli a squadre     |
| Bronzo   | Dimitrij Ovtcharov Timo Boll Bastian Steger | Tennistavolo     | Squadre maschile             |
| Bronzo   | Linus Butt Moritz Fürste Florian Fuchs Mats Grambusch Tom Grambusch Martin Häner Tobias Hauke Timm Herzbruch Nicolas Jacobi Mathias Müller Timur Oruz Christopher Rühr Moritz Trompertz Niklas Wellen Christopher Wesley Martin Zwicker                      | Hockey su prato  | Torneo maschile              |
| Bronzo   | Erik Heil Thomas Plößel | Vela             | 49er maschile                |
| Bronzo   | Lisa Hahn Franzisca Hauke Hannah Krüger Nike Lorenz Marie Mävers Julia Müller Janne Müller-Wieland Pia-Sophie Oldhafer Selin Oruz Katharina Otte Cécile Pieper Kristina Reynolds Anne Schröder Lisa Schütze Annika Sprink Charlotte Stapenhorst Jana Teschke | Hockey su prato  | Torneo femminile             |
| Bronzo   | Artem Harutiunian | Pugilato         | Pesi superleggeri            |
| Bronzo   | Ronald Rauhe | Canoa/kayak      | K1 200 metri maschile        |
| Bronzo   | Christian Dissinger Paul Drux Uwe Gensheimer Patrick Groetzki Kai Häfner Silvio Heinevetter Julius Kühn Finn Lemke Hendrik Pekeler Tobias Reichmann Martin Strobel Steffen Weinhold Fabian Wiede Patrick Wiencek Andreas Wolff                               | Pallamano        | Torneo maschile              |

## Atletica
La Germania ha qualificato a Rio i seguenti atleti:
- 100m maschili - 1 atleta (Sven Knipphals)
- 200m maschili - 1 atleta (Kenesha Stephens)
- 800m maschili - 1 atleta (Robin Schembera)
- 110m ostacoli maschili - 1 atleta (Gregor Traber)
- 100m ostacoli femminili - 1 atleta (Cindy Roleder)
- 3000m siepi femminili - 1 atleta (Gesa Felicitas Krause)
- Lancio del peso maschile - 1 atleta (David Strol)
- Lancio del peso femminile - 2 atleti (Christina Schwanitz e Sosthene Moguenara)
- Lancio del martello femminile - 2 atleti (Kathrin Klaas e Claudine Vita)
- Lancio del giavellotto maschile - 3 atleta (Thomas Röhler e Johannes Vetter)
- Salto in alto maschile - 1 atleta (Mateusz Przybilko)
- Salto in alto femminile - 1 atleta (Marie-Laurence Jungfleisch)
- Salto con l'asta femminile - 3 atleti (Silke Spiegelburg e Lisa Ryzih)
- Salto con l'asta femminile - 3 atleti (Raphael Marcel Holzdeppe)
- Salto in lungo femminile - 2 atleti (Claudia Rath e Malaika Mihambo)
- Staffetta 4x100 maschile
- Heptathlon femminile - 2 atleti (Carolin Schäfer e Claudia Rath
- Decathlon maschile - 3 atleti (Kai Kazmirek, Michael Schrader e Rico Freimuth

## Nuoto
| Atleta           | Evento         | Batterie | Batterie   | Semifinali      | Semifinali      | Finale          | Finale          |
| Atleta           | Evento         | Tempo    | Classifica | Tempo           | Classifica      | Tempo           | Classifica      |
| ---------------- | -------------- | -------- | ---------- | --------------- | --------------- | --------------- | --------------- |
| Alexandra Wenk   | 100 m farfalla | 58"49    | 21ª        | non qualificata | non qualificata | non qualificata | non qualificata |
| Franziska Hentke | 400 m misti    | 4:43"32  | 21ª        | N.D.            | N.D.            | non qualificata | non qualificata |

| Atleta             | Evento       | Batterie | Batterie   | Semifinali | Semifinali | Finale          | Finale          |
| Atleta             | Evento       | Tempo    | Classifica | Tempo      | Classifica | Tempo           | Classifica      |
| ------------------ | ------------ | -------- | ---------- | ---------- | ---------- | --------------- | --------------- |
| Johannes Hintze    | 400 m misti  | 4:18"25  | 18ª        | N.D.       | N.D.       | non qualificato | non qualificato |
| Jacob Heidtmann    | 400 m misti  | –        | DSQ        | N.D.       | N.D.       | non qualificato | non qualificato |
| Florian Vogel      | 400 m libero | 3:45,49  | 9ª         | N.D.       | N.D.       | non qualificato | non qualificato |
| Clemens Rapp       | 400 m libero | 3:49,10  | 24ª        | N.D.       | N.D.       | non qualificato | non qualificato |
| Christian vom Lehn | 100 m rana   | 1:00"13  | 15ª C      | 1:00"23    | 12ª        | non qualificato | non qualificato |